# Максимилиан дьо Боарне
Максимилиан дьо Боарне (на френски: Maximilian Josèphe Eugène Auguste Napoléon de Beauharnais) е трети херцог на Лойхтенберг, германски принц и зет на руския император Николай I.

## Произход. Херцог на Лойхтенберг
Роден е на 2 октомври 1817 г. в Мюнхен като принц Огюст Шарл Йожен Наполеон дьо Боарне. Той е втори син на френския генерал Йожен дьо Боарне и на баварската принцеса Августа-Амалия. Бащата на Максимилиан е доведен син на френския император Наполеон Бонапарт от първата му съпруга Жозефин. По майчина линия е внук на баварския крал Максимилиан I Йозеф.
Въпреки връзките си със семейство Бонапарт, семейство Боарне бързо изгражда тесни династични връзки с едни от най-влиятелните аристократични родове на XIX век. По-голямата сестра на Максимилиан Жозефин е омъжена за шведския крал Оскар I, друга негова сестра – Амели, става съпруга на бразилския император Педро I, а брат му Огюст се жени за португалската кралица Мария II.
На 14 ноември 1817 г. баварският крал удостоява зет си Йожен с титлата Херцог на Льойхтенберг, след като последният е лишен от всичките си титли, придобити по времето на Наполеоновите войни. Въпреки обещанието си да осигурят на Йожен управлението на независима държава, на Виенския конгрес през 1815 г. Великите сили не създават такава, така че Максимилиан и останалите деца на Дьо Боарне остават без значително наследство. За да осигури потомците на дъщеря си, баварският крал прибавя към херцогската титла и Княжество Айхщет като зестра на дъщеря си. Когато Йожен дьо Боарне умира на 21 февруари 1821, по-големият брат на Максимилиан, Огюст, наследява от баща си всичките му титли и владения в Бавария. През 1835 г. Огюст се жени за португалската кралица, но умира два месеца по-късно. И тъй като той не оставя свои наследници, титлата Херцог на Льойхтенберг е наследена от младия Максимилиан.

## В Руската империя
След като завършва образованието си, Максимилиан постъпва като лейтенант на служба в баварската армия и скоро след това е назначен за командир на 6-и кавалерийски полк, каквито преди него са били баща му и брат му.
През 1837 г. Максимилиан посещава Русия под натиска на вуйчо си Лудвиг I, за да участва в кавалерийските маневри на руската армия. В Русия Максимилиан е приет топло от руското императорско семейство и се запознава с великата княгиня Мария Николаевна – най-голямата дъщеря на императора. Двамата се сгодяват през октомври 1838 г., а на 2 юли 1839 г. се състои и венчавката им. Императорът удостоява Максимилиан със званието Негово Имперско Височество, княз Романовски, и чин генерал-майор на руска служба, поверявайки му командването на хусарския полк, а по-късно и на 2-ра гвардейска кавалерийска дивизия. Младоженците остават в Русия, където седемте им деца израстват в кръга на императорското семейство.
Максимилиан дьо Боарне умира в Санкт Петербург, на 1 ноември 1852 г. След смъртта му великата княгиня се омъжва тайно за граф Григорий Струганов.

## Семейство
Максимилиан дьо Боарне и великата княгиня Мария Николаевна имат седем деца:
- Александра (1840 – 1843)
- Мария Максимилиановна (1841 – 1914), омъжена за Вилхелм фон Баден (1829 – 1897), по-малкия син на великия херцог на Баден Леополд;
- Николай Максимилианович, четвърти херцог на Лойхтенберг (1843 – 1891)
- Евгения Максимилиановна (1845 – 1925), омъжена за Александър Олденбургски (1844 – 1932)
- Евгений Максимилианович, пети херцог на Лойхтенберг (1847 – 1901), женен за Даря Опочинина (1845 – 1870) и втори път – за Зинаида Скоблева (1856 – 1899)
- Сергей Максимилианович (1849 – 1877), убит в Руско-турската война.
- Георги Максимилианович, шести херцог на Лойхтенберг (1852 – 1912), женен за Тереза Олденбургска (1852 – 1883) и втори път – за Анастасия Черногорска (1868 – 1935)